# 洪都 (萬曆進士)
洪都，字子崖，號九霞，直隶松江府青浦县民籍，徽州府歙县人，明朝政治人物。

## 生平
七月十七日生，治書经。萬曆二十二年（1594年）甲午科鄉試第四十五名舉人。萬曆二十三年（1595年）聯捷乙未科進士。都察院觀政，二十五年任福建歸化縣知縣，二十七年調福建閩縣知縣。内用南京工部主事，歴郎中，出爲台州府知府。

## 家族
曾祖洪通富。祖洪顯，父洪钺。母程氏。永感下。娶倪氏，子道泰、道晋、道恒。